# José Bueso
José Bueso Blanch (Beceite, Teruel, 1918 - Barcelona, 14 de agosto de 2001) fue un anarcosindicalista español. Estuvo especialmente activo durante la dictadura franquista, en la que llegó a formar parte de la dirección de la Confederación Nacional de Trabajadores (CNT).

## Biografía
Militante de la CNT desde muy joven, residía en Barcelona al tiempo del golpe de Estado de julio de 1936, donde participó en la derrota de la sublevación militar. De Barcelona partió a Mallorca, pero fue detenido en la isla donde la sublevación había triunfado. Después de permanecer en un campo de concentración hasta 1940, fue trasladado a Madrid y enviado a un batallón disciplinario en Tetuán (protectorado español de Marruecos). Desertó junto con tres compañeros y trató de pasar en al Marruecos francés que durante la Segunda Guerra Mundial se encontraba en manos de la Francia Libre. Después de una larga caminata y a punto de alcanzar su objetivo fueron descubiertos por tropas marroquíes y entregados a las autoridades españolas, siendo procesado y condenado a reclusión mayor.
Puesto en libertad en 1950 regresó a Barcelona, donde trabajó como proyeccionista cinematográfico y militaba clandestinamente en la CNT dentro del sindicato de espectáculos públicos. Pertenecía al llamado Grupo de Levante, conjunto de militantes anarquistas coordinados de las zonas del levante español y Aragón. En la década de 1950, José Bueso fue miembro del Comité nacional de la CNT, con sede en Barcelona, donde también se encontraban Ginés Camarasa y Eduardo José Esteve Germen. Con el final de la dictadura regresó a España, falleciendo en 2001.